# Jaroslav Evald
Podplukovník Jaroslav Evald (6. listopadu 1894 Nusle – 10. června 1943 Berlín) byl legionář, důstojník československé armády a odbojář z období druhé světové války.

## Život

### Mládí, první světová a ruská občanská válka
Jaroslav Evald se narodil v roce 1894 v Nuslích u Prahy. V letech 1906 až 1908 studoval na reálném gymnáziu a poté se vyučil typografem v tiskárně svého otce a aktivního sokola Martina Evalda. Sám byl i se svými sourozenci členem Sokola již od dětství. Do c. k. armády byl odveden v říjnu 1914, ještě v témže měsíci do ní nastoupil a po prodělání základního výcviku byl v prosinci téhož roku odeslán na srbskou frontu. Zde bojoval dva měsíce a poté byl přesunut na frontu ruskou, kde byl velmi krátce na to dne 4. února 1915 zajat coby příslušník 28. pěšího pluku u Stebníckej Huty. Do československéhých legií se přihlásil v březnu 1917 a v červenci 1917 byl zařazen do záložního praporu. V říjnu téhož roku byl odeslán přes Murmansk k legiím do Francie konkrétně do Cognacu a byl zařazen k 21. střeleckému pluku. Na začátku roku 1918 prodělal kurz velitelů skupin a byl povýšen do hodnosti četaře. Zúčastnil se bojů na německé frontě v rámci 21. československého střeleckého pluku. Z legií byl propuštěn v hodnosti poručíka.

### Mezi světovými válkami
Do Československa se Jaroslav Evald vrátil v lednu 1919. Službu zahájil v Praze, od dubna téhož roku pak v pozici instruktora školy v Milovicích. V tomto období se zúčastnil i bojů proti Maďarům na Slovensku. Na přelomu let 1919 a 1920 absolvoval kurz lehké atletiky, po kterém tři měsíce velel tělocvičnému vojenskému kurzu v Brně. V květnu 1920 se již v hodnosti poručíka přesunul opět do Prahy na post instruktora vojenské tělocvičné školy. V listopadu 1921 se v hodnosti kapitána vrací do Milovic, kde prodělal kurz pro mladší důstojníky. V září 1922 byl přemístěn do Šumperku, kde vystřídal několik velitelských funkcí. V květnu 1934 byl v hodnosti štábního kapitána převelen do Děčína k hraničářskému praporu 1 České družiny na post velitele kulometné roty. Dále se vzdělával a mezi červencem a prosincem 1936 byl přidělen k vojenskému stavebnímu dozoru u výstavby lehkého opevnění v prostoru Budyně nad Ohří – Libochovice – Pátek. Po vyhlášení mobilizace v září 1938 byl jeho hraničářský prapor rozmístěn podél pásma opevnění Pátek – Budyně nad Ohří – Mšené-lázně, Jaroslav Evald již v hodnosti majora velel předsunutému muničnímu skladu ve Slaném. V listopadu 1938 byl jmenován pobočníkem velitele hraničářského praporu 1 a v červnu 1939 propuštěn po její likvidaci z armády.

### Druhá světová válka
Od listopadu 1939 pracoval Jaroslav Evald u penzijního ústavu v Praze. V té době se také zapojil do Obrany národa a stal se velitelem pro okres Louny. Zatčen Gestapem byl 10. ledna 1940. Vězněn byl v Kladně, na Pankráci, Gollnově a v Berlíně. Popraven byl 10. června 1943 v berlínské věznici Plötzensee a jeho popel byl vysypán do tamního jezera. Po válce byl in memoriam povýšen do hodnosti podplukovníka.

## Rodina
Jaroslav Evald se narodil v rodině Martina Evalda. Jeho bratr Karel Evald byl za odbojovou činnost v rámci Sokola popraven 8. září 1943 v téže věznici. Kromě něj měl ještě bratra Ladislava a sestru Jarmilu. Dcera Karla Evalda a neteř Jaroslava Evalda Dagmar Evaldová byla za války nuceně nasazena a po ní jakož i po roce 1989 byla významnou postavou Sokola.. Jaroslav Evald měl dva syny Jaroslava (1927) a Miroslava (1936).

## Ocenění a připomínky
- Jaroslav Evald byl 29. dubna 1946 in memoriam jmenován čestným občanem města Šumperk.[6]
- Ve městě Šumperk je po něm pojmenována ulice Evaldova.[6][7]
- Na fasádě domu, kde v Praze žila rodina Evaldových (Vratislavova 129/36, Praha 2 - Vyšehrad), byla dne 8. září 2021 umístěna pamětní deska bratrům Jaroslavovi a Karlovi Evaldovým. Na desce je nápis: "V tomto domě žila významná sokolská rodina Evaldových, z níž pocházeli obětaví členové protinacistického odboje, bratři / mjr. Jaroslav EVALD / sokol, legionář, voják, člen odbojové organizace Obrana národa, popraven nacisty 10. června 1943 v Berlíně-Plötzensee / a JUDr. Karel EVALD / sokol, právník, člen odbojové organizace Obec sokolská v odboji, popraven nacisty 8. září 1943 v Berlíně-Plötzensee. Čest jejich památce!"[8][9]
- Na Vinohradském hřbitově v Praze se nachází kenotaf (symbolický hrob) Jaroslava a Karla Evaldových. Na desce je nápis: "SVATÉ PAMÁTCE POPRAVENÝCH V BERLÍNĚ - PLÖTZENSEE / PPL. JAROSLAV EVALD 6. 11. 1894 - 10. 6. 1943 / VRCH. SOUD. RADA JUDR. KAREL EVALD / 19. 1. 1896 - 8. 9. 1943."[10]
- Jméno Jaroslava Evalda je uvedeno na pamětní desce obětem 2. světové války v Šumperku (náměstí Míru 1, schodiště radnice).[11]
- Jméno Jaroslava Evalda je uvedeno na pamětní desce v Sokolovně v Lounech (ulice Osvoboditelů, za dveřmi hlavního vchodu Sokolovny).[12]

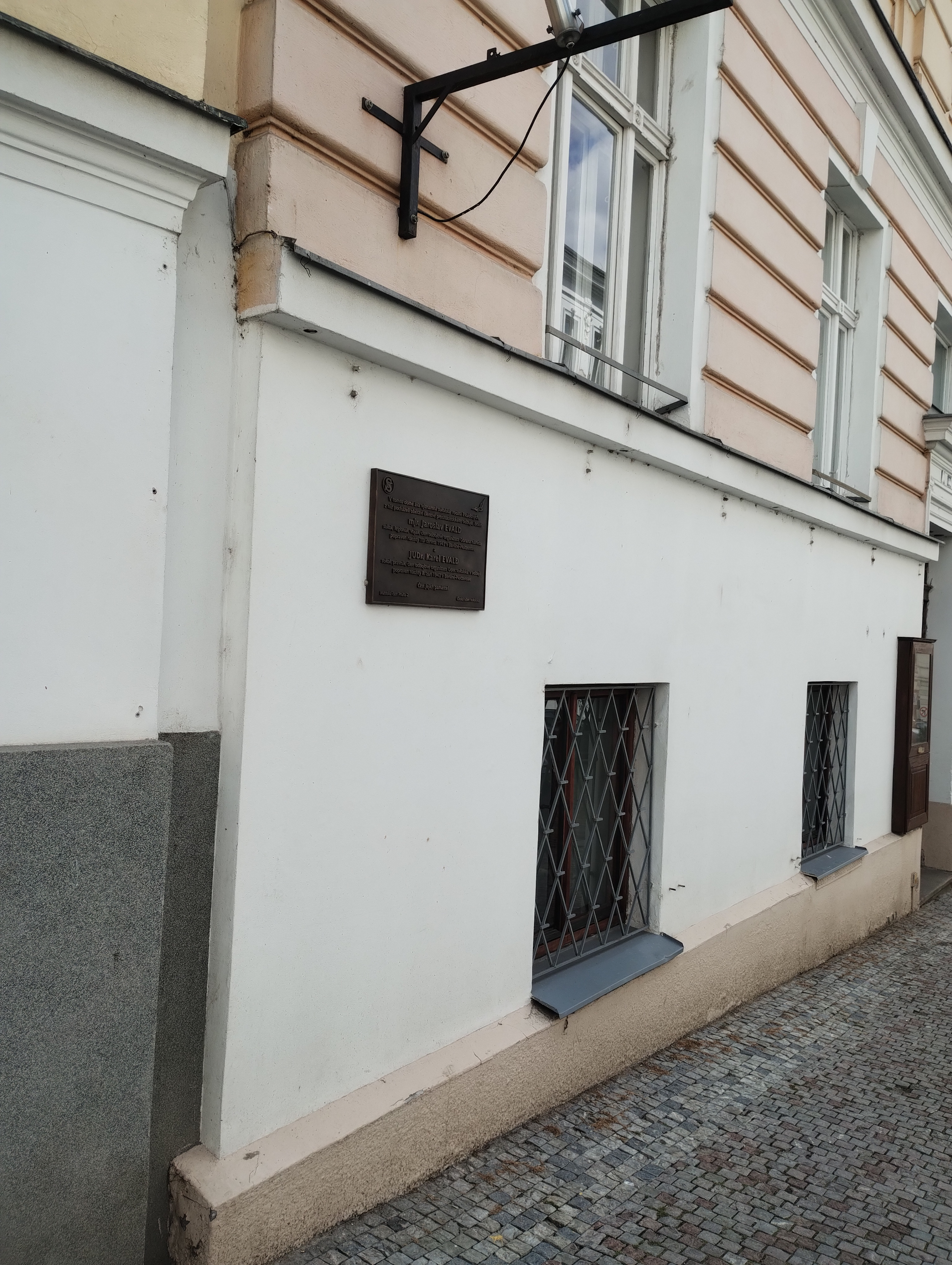
Dům, kde žila rodina Evaldových, s pamětní deskou (Vratislavova 129/36, Praha 2 - Vyšehrad)
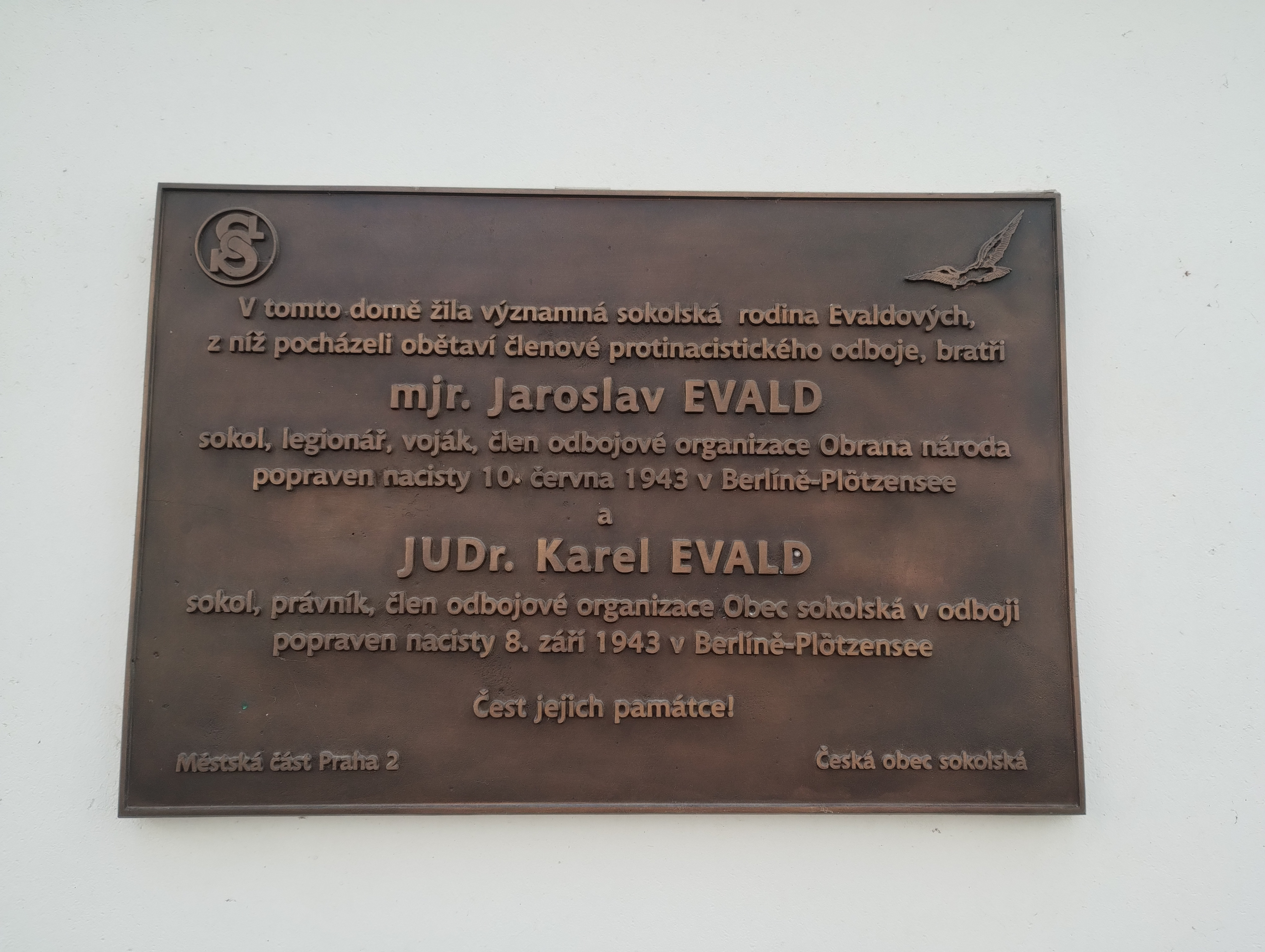
Pamětní deska Karlovi a Jaroslavovi Evaldovým (Vratislavova 129/36, Praha 2 - Vyšehrad)
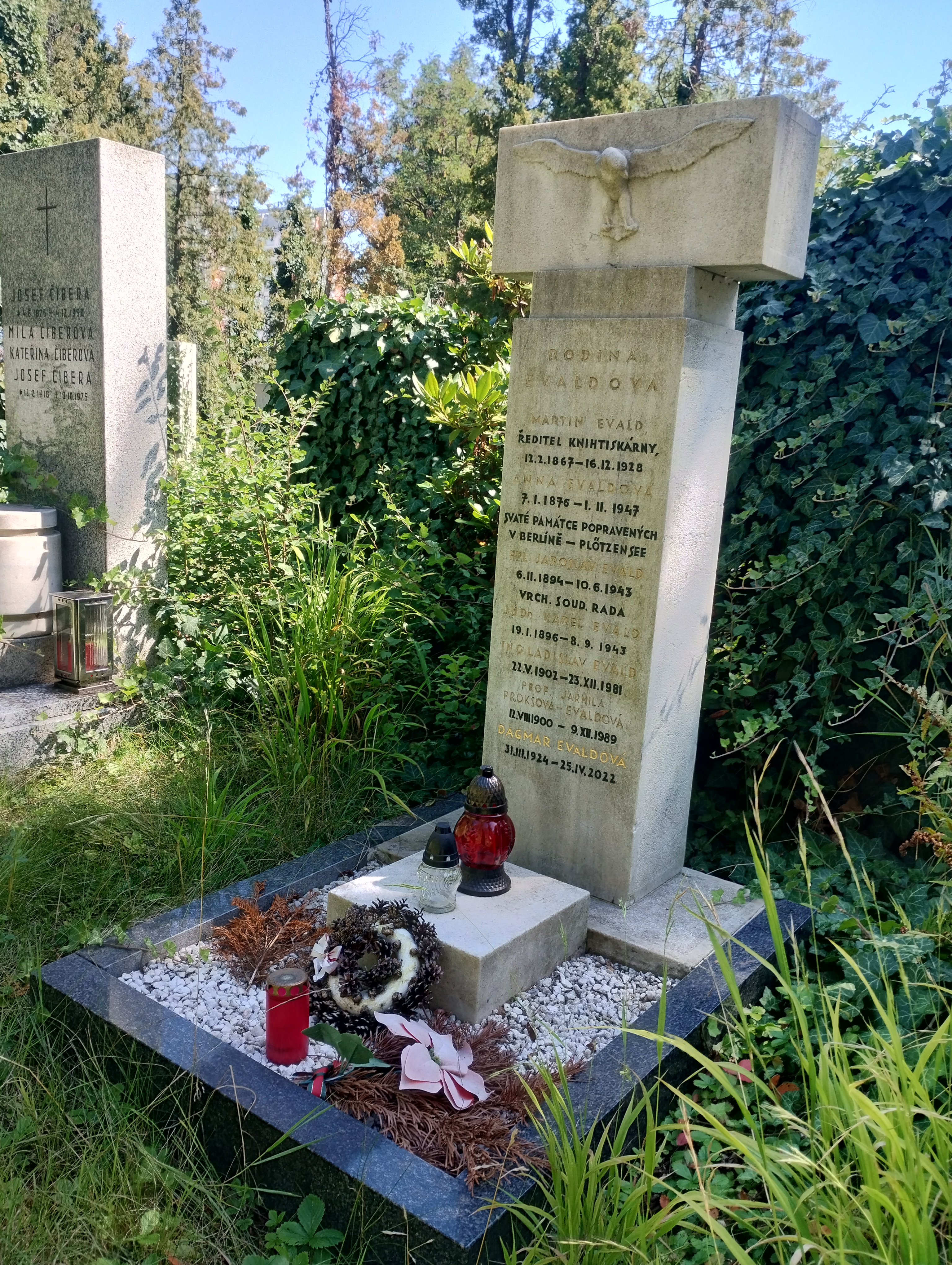
Kenotaf Jaroslava a Karla Evaldových na Vinohradském hřbitově
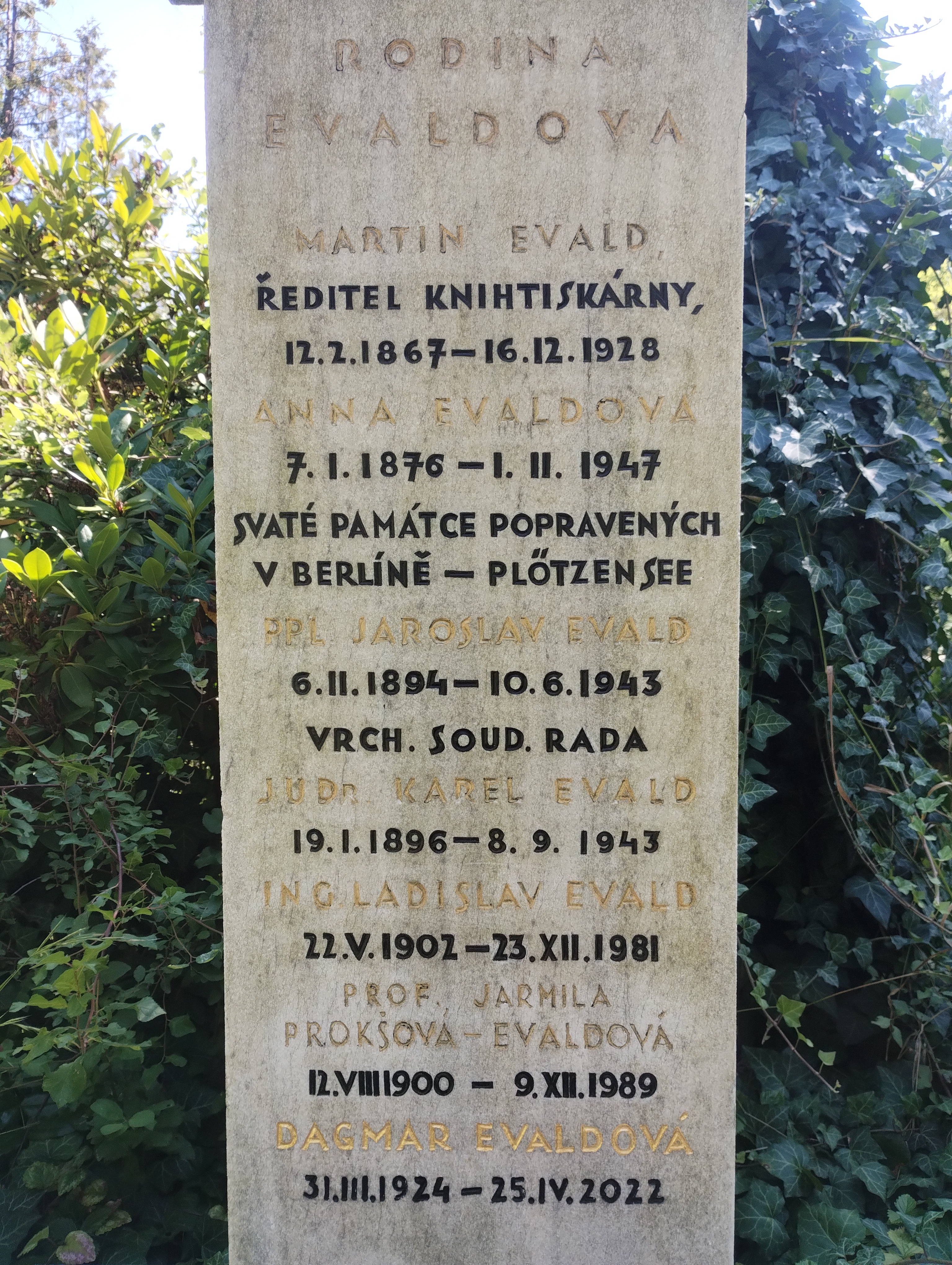
Kenotaf Jaroslava a Karla Evaldových na Vinohradském hřbitově (detail)